# WTA Finals 2019
El Shiseido WTA Finals 2019, també anomenada Copa Masters femenina 2019, és l'esdeveniment que va reunir les vuit millors tennistes individuals i les vuit millors parelles femenines de la temporada 2018. Es tractava de la 49a edició en individual i la 44a en dobles. Es va disputar sobre pista dura entre el 21 i el 28 d'octubre de 2019 al Shenzhen Bay Sports Center de Shenzhen (Xina), la primera disputada en aquesta ciutat. La tennista francesa Mary Pierce fou l'ambaixadora del torneig.
La tennista australiana Ashleigh Barty va arrodonir la millor temporada de la seva carrera que li va permetre guanyar el primer títol de Grand Slam del seu palmarès i acabar l'any com a número 1 consolidat del rànquing individual. Barty va guanyar el títol en la seva primera participació al torneig i va guanyar un premi final de 4,42 milions de dòlars, el premi més alt aconseguit en la història del tennis, tan masculí com femení. La parella formada per l'hongaresa Tímea Babos i la francesa Kristina Mladenovic van reeditar el títol aconseguit en l'edició anterior, però la seva rival en la final, la txeca Barbora Strýcová va defensar el número 1 del rànquing de dobles en accedir a la final.

## Format
Les vuit tennistes classificades disputen una fase inicial en el format Round Robin en dos grups de quatre, anomenats grup blanc i grup vermell. Durant els primers quatre dies es disputen els partits d'aquests grups, de manera que cada tennista disputa tres partits contra la resta d'integrants del seu grup. Les dues millors tennistes de cada grup avancen a semifinals. Les vencedores de semifinals disputen la final. El sistema de classificació del sistema Round Robin es determina mitjançant els següents criteris:
1. Nombre de victòries
2. Nombre de partits disputats
3. En empats de dues jugadores, el resultat directe
4. En empats de tres jugadores, percentatge de sets i després jocs
5. Decisió del comitè organitzatiu

En categoria de dobles es disputa un quadre tradicional de tres rondes amb les vuit millors parelles.

## Individual

### Classificació
| Rq    | Tennista                     | Grand Slam | Grand Slam | Grand Slam | Grand Slam | Premier Mandatory | Premier Mandatory | Premier Mandatory | Premier Mandatory | Millors Premier 5 | Millors Premier 5 | Altres millors resultats | Altres millors resultats | Altres millors resultats | Altres millors resultats | Altres millors resultats | Altres millors resultats | Punts | Torn. |
| ----- | ---------------------------- | ---------- | ---------- | ---------- | ---------- | ----------------- | ----------------- | ----------------- | ----------------- | ----------------- | ----------------- | ------------------------ | ------------------------ | ------------------------ | ------------------------ | ------------------------ | ------------------------ | ----- | ----- |
| Rq    | Tennista                     | AUS        | RG         | WIM        | USO        | INW               | MIA               | MAD               | PEQ               | 1                 | 2                 | 1                        | 2                        | 3                        | 4                        | 5                        | 6                        | Punts | Torn. |
| 1     | Ashleigh Barty 09/09/2019    | QF 430     | G 2000     | R16 240    | R16 240    | R16 120           | G 1000            | QF 215            | F 650             | SF 350            | SF 350            | G 470                    | F 305                    | R16 105                  |                          |                          |                          | 6.476 | 14    |
| 2     | Karolína Plíšková 16/09/2019 | SF 780     | R32 130    | R16 240    | R16 240    | QF 215            | F 650             | R32 65            | R64 10            | G 900             | QF 190            | G 470                    | G 470                    | G 470                    | QF 190                   | QF 190                   | R16 105                  | 5.315 | 18    |
| 3     | Naomi Osaka 04/10/2019       | G 2000     | R32 130    | R128 10    | R16 240    | R16 120           | R32 65            | QF 215            | G 1000            | QF 190            | QF 190            | G 470                    | QF 190                   | SF 185                   | SF 185                   |                          |                          | 5.246 | 16    |
| 4     | Simona Halep 30/09/2019      | R16 240    | QF 430     | G 2000     | R64 70     | R16 120           | SF 390            | F 650             | R32 65            | QF 190            | QF 190            | F 305                    | R16 105                  | R16 105                  | QF 100                   |                          |                          | 4.962 | 16    |
| 5     | Bianca Andreescu 30/09/2019  | R64 110    | R64 70     | A 0        | G 2000     | G 1000            | R16 120           | A 0               | QF 215            | G 900             |                   | QF 198                   | G 160                    | SF 110                   |                          |                          |                          | 4.942 | 12    |
| 6     | Petra Kvitová 07/10/2019     | F 1300     | A 0        | R16 240    | R64 70     | R64 10            | QF 215            | QF 215            | QF 215            | F 585             | SF 350            | G 470                    | G 470                    | R16 105                  | QF 100                   |                          |                          | 4.401 | 15    |
| 7     | Belinda Bencic 19/10/2019    | R32 130    | R32 130    | R32 130    | SF 780     | SF 390            | R64 10            | SF 390            | R16 120           | G 900             | R16 105           | G 470                    | F 180                    | G 115                    | SF 110                   | QF 100                   |                          | 4.120 | 24    |
| 8     | Elina Svitòlina 14/10/2019   | QF 430     | R32 130    | SF 780     | SF 780     | SF 390            | R64 10            | R64 10            | QF 215            | SF 350            | QF 190            | QF 190                   | SF 185                   | R16 105                  | QF 100                   | QF 100                   |                          | 3.995 | 20    |
| 9     | Serena Williams              | QF 430     | R32 130    | F 1300     | F 1300     | R32 65            | R32 65            | A 0               | A 0               | F 585             |                   |                          |                          |                          |                          |                          |                          | 3.935 | 8     |
| 10 S1 | Kiki Bertens                 | R64 70     | R64 70     | R32 130    | R32 130    | R16 120           | R16 120           | G 1000            | SF 390            | SF 350            | R16 105           | G 470                    | SF 185                   | SF 185                   | SF 185                   | F 180                    | F 180                    | 3.870 | 25    |
| 11    | Johanna Konta                | R64 70     | SF 780     | QF 430     | QF 430     | R32 65            | R54 35            | R32 65            | A 0               | F 585             |                   | F 180                    |                          |                          |                          |                          |                          | 2.879 | 16    |
| 12 S2 | Sofia Kenin                  | R64 70     | R16 240    | R64 70     | R32 130    | R64 35            | R64 10            | R64 10            | R16 120           | SF 350            | SF 350            | G 280                    | G 280                    | G 280                    | F 180                    | R16 105                  | R16 105                  | 2.615 | 23    |

### Fase grups

#### Grup vermell
| CS  | Tennista                 | A. Barty                | N. Osaka K. Bertens      | P. Kvitová               | B. Bencic                | V − D       | Sets        | Jocs            | Pos. |
| 1   | Ashleigh Barty           |                         | 6−3, 3−6, 4−6 (Bertens)  | 6−4, 6−2                 | 5−7, 6−1, 6−2            | 2 − 1       | 5 − 3       | 42 − 31         | 1    |
| 3 9 | Naomi Osaka Kiki Bertens | 3−6, 6−3, 6−4 (Bertens) |                          | 7−6(1), 4−6, 6−4 (Osaka) | 5−7, 0−1, ret. (Bertens) | 1 − 0 1 − 1 | 2 − 1 2 − 3 | 17 − 16 15 − 13 | − 3  |
| 6   | Petra Kvitová            | 4−6, 2−6                | 6−7(1), 6−4, 4−6 (Osaka) |                          | 3−6, 6−1, 4−6            | 0 − 3       | 2 − 6       | 35 − 42         | 4    |
| 7   | Belinda Bencic           | 7−5, 1−6, 2−6           | 7−5, 1−0, ret. (Bertens) | 3−6, 1−6, 6−4            |                          | 2 − 1       | 5 − 3       | 23 − 30         | 2    |

#### Grup porpra
| CS   | Tennista                     | Ka. Plíšková          | B. Andreescu S. Kenin        | S. Halep                     | E. Svitòlina         | V − D       | Sets        | Jocs            | Pos. |
| 2    | Karolína Plíšková            |                       | 6−3, ret. (Andreescu)        | 6−0, 2−6, 6−4                | 6−7(12), 4−6         | 2 − 1       | 4 − 3       | 24 − 23         | 2    |
| 4 10 | Bianca Andreescu Sofia Kenin | 3−6, ret. (Andreescu) |                              | 6−3, 6−7(6), 3−6 (Andreescu) | 5−7, 6−7(10) (Kenin) | 0 − 2 0 − 1 | 1 − 4 0 − 2 | 15 − 16 11 − 14 | − 4  |
| 5    | Simona Halep                 | 0−6, 6−2, 4−6         | 3−6, 7−6(6), 6−3 (Andreescu) |                              | 5−7, 3−6             | 1 − 2       | 3 − 5       | 34 − 42         | 3    |
| 8    | Elina Svitòlina              | 7−6(12), 6−4          | 7−5, 7−6(10) (Kenin)         | 7−5, 6−3                     |                      | 3 − 0       | 6 − 0       | 40 − 29         | 1    |

### Fase final
|  | Semifinals | Semifinals        | Semifinals      | Semifinals | Semifinals |                |   | Final          | Final | Final | Final | Final |
|  |            |                   |                 |            |            |                |   |                |       |       |       |       |
|  | 1          | Ashleigh Barty    | 4               | 6          | 6          |                |   |                |       |       |       |       |
|  | 2          | Karolína Plíšková | 6               | 2          | 3          |                |   |                |       |       |       |       |
|  | 2          | Karolína Plíšková | 6               | 2          | 3          |                | 1 | Ashleigh Barty | 6     | 6     |       |       |
|  |            |                   |                 |            |            |                | 1 | Ashleigh Barty | 6     | 6     |       |       |
|  |            | 8                 | Elina Svitòlina | 4          | 3          |                |   |                |       |       |       |       |
|  | 7          | 8                 | Elina Svitòlina | 4          | 3          | Belinda Bencic | 7 | 3              | 1r    |       |       |       |
|  | 7          |                   |                 |            |            | Belinda Bencic | 7 | 3              | 1r    |       |       |       |
|  | 8          | Elina Svitòlina   | 5               | 6          | 4          |                |   |                |       |       |       |       |

## Dobles

### Classificació
| Rq    | Tennistes                                        | Millors resultats | Millors resultats | Millors resultats | Millors resultats | Millors resultats | Millors resultats | Millors resultats | Millors resultats | Millors resultats | Millors resultats | Millors resultats | Punts | Torn. |
| Rq    | Tennistes                                        | 1                 | 2                 | 3                 | 4                 | 5                 | 6                 | 7                 | 8                 | 9                 | 10                | 11                | Punts | Torn. |
| ----- | ------------------------------------------------ | ----------------- | ----------------- | ----------------- | ----------------- | ----------------- | ----------------- | ----------------- | ----------------- | ----------------- | ----------------- | ----------------- | ----- | ----- |
| 1     | Elise Mertens Arina Sabalenka 09/09/2019         | G 2000            | G 1000            | G 1000            | SF 780            | F 585             | QF 430            | R16 240           |                   |                   |                   |                   | 6.057 | 11    |
| 2     | Hsieh Su-wei Barbora Strýcová 02/09/2019         | G 2000            | G 1000            | G 900             | G 470             | R16 240           | R16 240           | QF 215            | QF 190            | R16 120           | R16 105           |                   | 5.490 | 13    |
| 3     | Tímea Babos Kristina Mladenovic 23/09/2019       | G 2000            | F 1300            | SF 780            | QF 430            | G 280             | QF 215            | SF 185            |                   |                   |                   |                   | 5.211 | 10    |
| 4     | Gabriela Dabrowski Xu Yifan 30/09/2019           | F 1300            | F 650             | QF 430            | QF 430            | SF 390            | SF 350            | G 280             | QF 215            | QF 215            | QF 190            | SF 185            | 4.635 | 21    |
| 5     | Chan Hao-ching Latisha Chan 07/10/2019           | G 470             | G 470             | G 470             | QF 430            | SF 390            | SF 390            | SF 350            | SF 350            | F 305             | G 280             | R16 240           | 4.145 | 20    |
| 6     | Barbora Krejčíková Kateřina Siniaková 14/10/2019 | G 900             | SF 780            | F 650             | QF 430            | SF 350            | G 280             | QF 215            | QF 190            | SF 185            |                   |                   | 4.000 | 11    |
| 7     | Samantha Stosur Zhang Shuai 07/10/2019           | G 2000            | F 650             | QF 430            | QF 215            | QF 190            | R32 130           | R16 120           | R16 105           |                   |                   |                   | 3.920 | 14    |
| 8     | Anna-Lena Grönefeld Demi Schuurs 14/10/2019      | F 585             | F 585             | F 585             | QF 430            | SF 350            | F 305             | F 305             | QF 215            | QF 215            | QF 190            | R32 130           | 3.895 | 15    |
| 9 S1  | Viktória Azàrenka Ashleigh Barty                 | F 1300            | G 900             | SF 390            | SF 350            | R16 240           | R32 130           | R16 120           |                   |                   |                   |                   | 3.440 | 8     |
| 10 S2 | Nicole Melichar Květa Peschke                    | G 470             | G 470             | G 470             | QF 430            | QF 430            | R16 240           | QF 215            | QF 190            | QF 190            | F 180             | R32 130           | 3.415 | 25    |

### Fase grups

#### Grup vermell
| CS | Tennistes                        | E. Mertens A. Sabalenka | T. Babos K. Mladenovic | H-c. Chan L. Chan | A-L. Grönefeld D. Schuurs | V − D | Sets  | Jocs    | Pos. |
| 1  | Elise Mertens Arina Sabalenka    |                         | 6−4, 2−6, [5−10]       | 7−6(5), 6−4       | 5−7, 6−1, [7−10]          | 1 − 2 | 4 − 4 | 32 − 30 | 3    |
| 3  | Tímea Babos Kristina Mladenovic  | 4−6, 6−2, [10−5]        |                        | 6−2, 5−7, [10−6]  | 7−5, 6−2                  | 3 − 0 | 6 − 2 | 36 − 24 | 1    |
| 5  | Chan Hao-ching Latisha Chan      | 6−7(5), 4−6             | 2−6, 7−5, [6−10]       |                   | 2−6, 4−6                  | 0 − 3 | 1 − 6 | 25 − 37 | 4    |
| 8  | Anna-Lena Grönefeld Demi Schuurs | 7−5, 1−6, [10−7]        | 5−7, 2−6               | 6−2, 6−4          |                           | 2 − 1 | 4 − 3 | 28 − 30 | 2    |

#### Grup porpra
| CS | Tennistes                             | S-w. Hsieh B. Strýcová | G. Dabrowski Y. Xu | B. Krejčíková K. Siniaková | S. Stosur S. Zhang | V − D | Sets  | Jocs    | Pos. |
| 2  | Hsieh Su-wei Barbora Strýcová         |                        | 6−2, 4−6, [9−11]   | 6−2, 1−6, [10−5]           | 6−4, 4−6, [10−5]   | 2 − 1 | 5 − 4 | 29 − 27 | 1    |
| 4  | Gabriela Dabrowski Xu Yifan           | 2−6, 6−4, [11−9]       |                    | 4−6, 2−6                   | 6−4, 4−6, [5−10]   | 1 − 2 | 3 − 5 | 25 − 33 | 4    |
| 6  | Barbora Krejčíková Kateřina Siniaková | 2−6, 6−1, [5−10]       | 6−4, 6−2           |                            | 3−6, 6−7(7)        | 1 − 2 | 3 − 4 | 29 − 27 | 3    |
| 7  | Samantha Stosur Zhang Shuai           | 4−6, 6−4, [5−10]       | 4−6, 6−4, [10−5]   | 6−3, 7−6(7)                |                    | 2 − 1 | 5 − 3 | 34 − 30 | 2    |

### Fase final
|  | Semifinals | Semifinals                      | Semifinals                    | Semifinals | Semifinals |                                  |   | Final                           | Final | Final | Final | Final |
|  |            |                                 |                               |            |            |                                  |   |                                 |       |       |       |       |
|  | 3          | Tímea Babos Kristina Mladenovic | 1                             | 6          | [10]       |                                  |   |                                 |       |       |       |       |
|  | 7          | Samantha Stosur Zhang Shuai     | 6                             | 4          | [8]        |                                  |   |                                 |       |       |       |       |
|  | 7          | Samantha Stosur Zhang Shuai     | 6                             | 4          | [8]        |                                  | 3 | Tímea Babos Kristina Mladenovic | 6     | 6     |       |       |
|  |            |                                 |                               |            |            |                                  | 3 | Tímea Babos Kristina Mladenovic | 6     | 6     |       |       |
|  |            | 2                               | Hsieh Su-wei Barbora Strýcová | 1          | 3          |                                  |   |                                 |       |       |       |       |
|  | 8          | 2                               | Hsieh Su-wei Barbora Strýcová | 1          | 3          | Anna-Lena Grönefeld Demi Schuurs | 1 | 2                               |       |       |       |       |
|  | 8          |                                 |                               |            |            | Anna-Lena Grönefeld Demi Schuurs | 1 | 2                               |       |       |       |       |
|  | 2          | Hsieh Su-wei Barbora Strýcová   | 6                             | 6          |            |                                  |   |                                 |       |       |       |       |

## Premis i puntuació
El premi econòmic total del torneig fou de 14.000.000 US$.
| Individual                                                 | Individual       | Individual |
| Ronda                                                      | Premi            | Punts      |
| ---------------------------------------------------------- | ---------------- | ---------- |
| Campiona                                                   | RR¹ + 3.425.000$ | SF + 750   |
| Finalista                                                  | RR¹ + 1.100.000$ | SF + 330   |
| Semifinalista                                              | RR               | RR         |
| Victòria Round Robin                                       | +305.000$        | +250       |
| Derrota Round Robin                                        | N/D              | +125       |
| Participació                                               | 385.000$         | N/D        |
| Suplents                                                   |                  | N/D        |
| ¹ RR significa els premis i punts en la ronda Round Robin. |                  |            |

| Dobles                    | Dobles         | Dobles   |
| Ronda                     | Premi          | Punts    |
| ------------------------- | -------------- | -------- |
| Campiones                 | RR¹ + 685.000$ | SF + 750 |
| Finalistes                | RR + 210.000$  | SF + 330 |
| Semifinalistes            | RR             | RR       |
| Victòria Round Robin      | +50.000$       | +250     |
| Derrota Round Robin       | N/D            | +125     |
| Participació              | 165.000$       | N/D      |
| Suplents                  |                | N/D      |
| Premi econòmic per equip. |                |          |